# Wanindu Hasaranga
Pinnaduwage Wanindu Hasaranga de Silva (* 29. Juli 1997 in Galle, Sri Lanka) ist ein sri-lankischer Cricketspieler der seit 2017 für die sri-lankische Nationalmannschaft spielt.

## Kindheit und Ausbildung
Hasaranga besuchte das Richmond College in Galle. Er war Teil der sri-lankischen Vertretung beim ICC U19-Cricket-Weltmeisterschaft 2016.

## Aktive Karriere

### Anfänge in der Nationalmannschaft
Nachdem er für den Colombo Cricket Club gute Leistungen im First-Class- und List-A-Cricket erreicht hatte, wurden die Selektoren des Nationalteams auf ihn aufmerksam. Sein Debüt in der Nationalmannschaft gab er im Sommer 2017 in der ODI-Serie gegen Simbabwe, in der er zwei Mal drei Wickets erreichte (3/15 und 3/40). Bei seinem Debüt erzielte er ein Hattrick. Damit konnte er sich im Team etablieren, jedoch selten herausragen. Im September 2019 gab er bei der Tour gegen Neuseeland sein Debüt im Twenty20-Team. Bei der folgenden Tour in Pakistan konnte er dann in den Twenty20s zwei Mal drei Wickets (3/38 und 3/21) erreichen, wofür er als Spieler der Serie ausgezeichnet wurde. Im Februar 2020 erzielte er in der ODI-Serie gegen die West Indies 3 Wickets für 30 Runs. Sein Test-Debüt gab er zum Jahreswechsel 2020/21 in Südafrika, wobei er 4 Wickets für 171 Runs, sowie ein Half-Century über 59 Runs erreichte, was jedoch nicht zum Sieg führte. Bei der Tour in den West Indies im März 2021 erreichte er zunächst in der Twenty20-Serie zwei Mal drei Wickets (3/12 und 3/17). In der ODI-Serie erreichte er dann ein Fifty über 80* Runs.
Zu Beginn der Saison 2021 erreichte er in den ODIs in Bangladesch ein weiteres Half-Century über 74 Runs, ebenso wie kurz darauf in England über 54 Runs. Im Juli folgten gegen Indien 3 Wickets für 37 Runs in den ODIs und 4 Wickets für 9 Wickets in den Twenty20s. Bei letzterem wurde er als Spieler des Spiels und der Serie ausgezeichnet. Daraufhin wurde er für den ICC Men’s T20 World Cup 2021 nominiert. Hier erzielte er gegen die Niederlande (3/9), Südafrika (3/20) und England (3/21) jeweils drei Wickets. Damit war er mit insgesamt 14 Wickets der erfolgreichste Bowler des Turniers und stieg zum besten Bowler in den internationalen Twenty20-Ranglisten auf. Im Februar erreichte er in der Twenty20-Serie gegen Australien einmal drei Wickets (3/38). Im Sommer konnte er dann in Australien in ODI- und Twenty20-Serie jeweils einmal vier Wickets (4/58 und 4/33) erreichen.

### Bester Twenty20-Bowler der Welt
Beim Asia Cup 2022 gelang ihm zunächst in der Super-Four-Runde (3/21) und dann im Finale (3/27) jeweils gegen Pakistan drei Wickets, wofür er beim Titelgewinn als Spieler des Turniers ausgezeichnet wurde. Beim ICC Men’s T20 World Cup 2022 konnte er abermals drei Mal gegen die Vereinigten Arabischen Emirate (3/8), die Niederlande (3/28) und Afghanistan (3/13) jeweils drei Wickets erzielen. Mit insgesamt 15 Wickets war er damit abermals der erfolgreichste Bowler des Turniers und erreichte wieder die Spitze der Weltrangliste. Im Juni 2023 gelangen ihm gegen Afghanistan in der ODI-Serie zwei Mal 3 Wickets (3/42 und 3/7). Beim ICC Cricket World Cup Qualifier 2023 konnte er gegen die Vereinigten Arabischen Emirate sechs (6/24), sowie gegen Oman (5/13) und Irland (5/79) jeweils fünf Wickets erzielen. Im August erklärte er seinen Rücktritt vom Test-Cricket um sich auf weltweite Twenty20-Ligen zu konzentrieren. Kurz darauf zog er sich eine Oberschenkelverletzung zu, die seine Teilnahme am Asia Cup 2023 und dem Cricket World Cup 2023 verhinderte.